# 李文善
李文善，广东高要人，明朝政治人物。

## 生平
洪武十八年（1385年）乙丑科进士，授主事。